# Spitalul Universitar de Urgență Militar Central „Dr. Carol Davila”
Spitalul Universitar de Urgență Militar Central „Carol Davila” (prescurtat SUUMC) este un spital din București, înființat în 1831.

## Monument istoric
18 dintre clădirile spitalului sunt clasate ca monumente istorice de importanță națională sau locală, sub codul  B-II-a-A-19408:
- Birou_Corp A (cod LMI B-II-m-B-19408.01)
- Punct control_Corp A (cod LMI B-II-m-B-19408.02)
- Triaj pneumoftiziologie_Corp B (cod LMI B-II-m-B-19408.03)
- Neuro-psihiatrie_Corp B1 (cod LMI B-II-m-B-19408.04)
- Urologie-ginecologie_Corp B2 (cod LMI B-II-m-B-19408.05)
- Laborator-Anatomie patologică-Morgă_Corp C (cod LMI B-II-m-A-19408.06)
- Bloc alimentar_Corp D (cod LMI B-II-m-B-19408.07)
- Serviciu Cazarme-echipament_Corp D1 (cod LMI B-II-m-B-19408.08)
- Centrală termică (parțial) _Corp D3 (cod LMI B-II-m-B-19408.09)
- Dermatologie_Corp E (cod LMI B-II-m-A-19408.10)
- Centru medicină preventivă a M. Ap. N._Corp G (cod LMI B-II-m-B-19408.11)
- Medicală 1 și gastroenterologie_Corp H1 (cod LMI B-II-m-A-19408.12)
- Pavilion administrativ_Corp H2 (cod LMI B-II-m-A-19408.13)
- Centru implantologie, imagistică medicală și medicină nucleară_Corp H3 (cod LMI B-II-m-B-19408.14)
- Centru boli cardiovasculare-Secția cardiologie II_Corp H4 (cod LMI B-II-m-B-19408.15)
- Post trafo_Corp J2 (cod LMI B-II-m-B-19408.16)
- Monumentul eroilor companiei a II-a sanitară 1916-1919 (cod LMI B-II-a-B-19408.17)
- Scuarul Verde Central (cod LMI B-II-m-B-19408.18)